# Zeeland (Dakota del Norte)
Zeeland es una ciudad ubicada en el condado de McIntosh en el estado estadounidense de Dakota del Norte. En el censo de 2010 tenía una población de 86 habitantes y una densidad poblacional de 111,43 personas por km².

## Geografía
Zeeland se encuentra ubicada en las coordenadas 45°58′23″N 99°49′57″O / 45.97306, -99.83250. Según la Oficina del Censo de los Estados Unidos, Zeeland tiene una superficie total de 0.77 km², de la cual 0.77 km² corresponden a tierra firme y (0%) 0 km² es agua.

## Demografía
Según el censo de 2010, había 86 personas residiendo en Zeeland. La densidad de población era de 111,43 hab./km². De los 86 habitantes, Zeeland estaba compuesto por el 98.84% blancos, el 0% eran afroamericanos, el 1.16% eran amerindios, el 0% eran asiáticos, el 0% eran isleños del Pacífico, el 0% eran de otras razas y el 0% pertenecían a dos o más razas. Del total de la población el 1.16% eran hispanos o latinos de cualquier raza.